# ناصر (مصر)
ناصر (به عربی: ناصر) یک شهر در مصر است که در استان بنی‌سویف واقع شده‌است.